# Бёрд, Хера Линдси
Хера Линдси Бёрд (англ. Hera Lindsay Bird, род. 1987, Темс, Уаикато) — поэтесса, живущая в Веллингтоне, Новая Зеландия.

## Жизнь и карьера
Хера Линдси Бёрд родилась и выросла в Темсе на Северном острове Новой Зеландии. Она училась в Веллингтонском университете Виктории, а затем получила степень магистра поэзии в Международном институте современной литературы. Её первый сборник стихов, носящий её же имя Hera Lindsay Bird, был опубликован издательством Victoria University Press в 2016 году и издательством Penguin UK в 2017 году и получил премию Джесси Маккей за лучшую первую книгу на Ockham New Zealand Book Awards.
Бёрд впервые приобрела популярность, когда её стихотворение «Китс мёртв, так что трахни меня сзади» (англ. Keats Is Dead So Fuck Me From Behind) стало вирусным летом 2016 года. С тех пор она и её работа были представлены в VICE, I-D и The Guardian.
В 2018 году произведение Бёрд было выбрано британским поэтом-лауреатом Кэрол Энн Даффи для публикации издательством Smith/Doorstop Books в рамках их серии «Выбор лауреата». Изданный сборник назывался «Побалуй меня в ад и обратно» (англ. Pamper Me to Hell & Back).

## Работы

### Поэзия
- Hera Lindsay Bird (Victoria University Press[англ.], 2016)
- Pamper Me to Hell & Back: Laureate's Choice 2018 (Smith/Doorstop Books, 2018) ISBN 9781910367841